# 千葉あやの
千葉 あやの（ちば あやの、1889年〈明治22年〉11月14日 - 1980年〈昭和55年〉3月29日 ）は、日本の染色家。宮城県文字村（現栗原市）出身。
日本最古の染色技術といわれる「正藍染（正藍冷染）」の技法の保持者として、人間国宝に認定された。

## 来歴
1889年11月14日、文字村の佐藤善五郎・きよのの三女として生まれる。幼少より機織りに優れたといわれる。1909年6月22日、千葉彦右衛門の養子由之助に嫁ぐ。
中国大陸から日本に伝わった藍染の技術は、日本各地で行われていた。あやのの生まれた栗駒山麓の農村でも、栽培した麻を布に織り、藍で染めて衣料の自給を行っていた。
明治から大正期にかけて、昔ながらの藍染めを行う家が文字村には20軒ほどあったが、近代化により、昭和20年代には千葉家を含めて2軒を残すのみとなっていた。
1950年、白石市で白石和紙の白石紙子を研究・発展させた佐藤忠太郎により発見・紹介され、東京国立博物館の染色研究家山辺知行の目に留まった。山辺は、2軒に対し、技術保存の必要性を訴え、2年間にわたり文字を訪れて説得した。1軒は後継者がいなかったが、あやのは娘よしのなどとともに作業に係わっていたこともあり、藍染を継続できた。1955年、重要無形文化財保持者に認定される。
1957年2月、灰の不始末から、母屋、作業所、道具類が全焼する火災が起こる。懐に入れていた藍の種子と、米びつと間違えて持ち出された藍玉の入った容器によって、新しい家でも藍染を継続する。新聞掲載等を受けて、火災からの自宅の再建に際して有志からの見舞金などが寄せられた。
1959年4月から1968年3月まで、娘よしの、孫嫁まつ江を含む5人に、正藍染技術保存伝承事業が実施される。
1963年、河北文化賞を受賞。1966年、勲五等瑞宝章を受章。
1970年、宮城県文化財保護協会企画、北東映画社制作の記録映画「藍に生きる」（26分）が制作される。
1979年8月、脳梗塞に倒れる。1980年3月29日、死去。
永六輔はあやのの仕事を1975年に取材した文章の中で「一年がかりの千葉あやのさんの仕事は二反がやっと」として、農村での仕事を評価し、三波春夫のファンであったあやのの素朴な人柄を伝えるとともに、端切れを廉価に譲り受けた後に作品の値段が高価であるのを見て「頭がこんがらがってしまった」としている。
千葉家の庭には、あやのが染色について語った言葉をつづった「藍染ひとすじに」という題の碑が立っている。

## 技法

### 名称について
気温の高い時期にのみ人工的な加温を行わず自然発酵させる技法により「正藍冷染」と呼びならわされ、人間国宝認定時にもその名で登録されたが、温度を下げるわけではないのに冷染というのは不適当という染色学者後藤捷一の指摘により、1966年に「冷染」の名称を外した「正藍染」に指定名称を改めた。
資料では「正藍染」「正藍冷染」、また地名を冠して「栗駒正藍染」等と呼ばれていることが確認できる。1998年に「正藍冷染」は千葉家の商標登録となっている。
なお、読みとしては「ひやしぞめ」と「ひやぞめ」が混在している。

### 工程
藍を栽培・加工し、自家栽培の麻で作った布を染める一連の過程が重要無形文化財として指定されている。
以下、竹内淳子によるあやのへの聞き取りおよびよしのへの取材に基づいて記載する。
稲の種まきと同じころ、苗床を作って藍の種をまく。6月ころ、畑に移植する。夏に2回刈り取りを行う。刈り取ったらすぐに葉をしごきとり、日に当てて、しなやかになったところで揉む。数日天日干ししてよく乾燥させて保存し、冬場に藍の床伏せを行って発酵させる。4月ごろに発酵させたすくもを搗いて、10センチぐらいの大きさに手で丸めて、天日で乾かして藍玉にする。十分に乾燥させて割れてきた藍玉を栗ぐらいの大きさに割り、俵や叺に積めて保存する。藍玉は何年でも保存でき、置けば置くほど良いとされる。
藍を建てる際に、木桶を使う。地域では木桶のことを「コガ」と呼んでいる。コガに藍玉と木灰を入れ、湯を入れて筵をかける。その後1週間は毎日ぬるま湯を加える。1週間くらいで泡立ってくるのでかき混ぜて、その後は密閉しないように筵を乗せた状態で、3週間程度自然発酵させる。早すぎると緑色に染まってしまうため、頃合いを見る。その年によって異なるが、5月1日頃始めて下旬ごろによく発色するとあやのやよしのは語っている。
建った藍を使って染色する。冬場に織った自家製の麻布を用い、藍のコガに沈める。藍染の作業は早朝に起き4時ごろには藍に浸し、その後近くの迫川で洗い、風を入れて乾かす。3回ごとに乾かして水洗いし、合計9回布を浸すと、次第に色が濃くなる。最後に「呉」といわれる大豆の汁を引いて完成となる。

### 継承
あやの死去後の1980年12月に、長女千葉よしの（1909年-2009年）が、宮城県指定無形文化財「正藍染」の保持者に指定された。その後、よしのの息子の妻である千葉まつ江が2010年9月から同保持者となっていた。まつ江は2023年5月に死去、長男が技法を受け継いでいる。
1998年には農林水産物直売所「愛藍人・文字（あいらんど・もんじ）」が開設され、正藍染の紹介を行っている。